# Gare de Volvic
La gare de Volvic est une gare ferroviaire française des lignes d'Eygurande-Merlines à Clermont-Ferrand et de Lapeyrouse à Volvic, située sur le territoire de la commune de Volvic dans le département du Puy-de-Dôme en région Auvergne-Rhône-Alpes.
C'est une gare de la Société nationale des chemins de fer français (SNCF) avec un service fret SNCF mais c'est seulement une halte voyageurs desservie par des trains TER Auvergne-Rhône-Alpes.

## Situation ferroviaire
Gare de bifurcation, elle est située au point kilométrique (PK) 486,994 de la ligne d'Eygurande - Merlines à Clermont-Ferrand et au PK 415,414 de la ligne de Lapeyrouse à Volvic non exploitée. Son altitude est de 760 m.

## Histoire
La gare de Volvic est mise en service le 6 juin 1881 par l'Administration des chemins de fer de l'État.
En 2017, la gare a accueilli 9 177 voyageurs, après 8 391 voyageurs en 2016.

## Service des voyageurs

### Accueil
Halte SNCF, c'est un point d'arrêt non géré (PANG) à entrée libre

### Desserte
Elle est desservie par les trains TER Auvergne-Rhône-Alpes (relations de Clermont-Ferrand au Mont-Dore). Certains trains sont terminus dans cette gare. Jusqu'au 5 juillet 2014, quelques trains continuaient jusqu'à Limoges-Bénédictins ou à Brive-la-Gaillarde.

### Intermodalité
La gare est située à 5 km du centre-ville de Volvic. Un parc pour les vélos et un parking pour les véhicules y sont aménagés.

## Service des marchandises

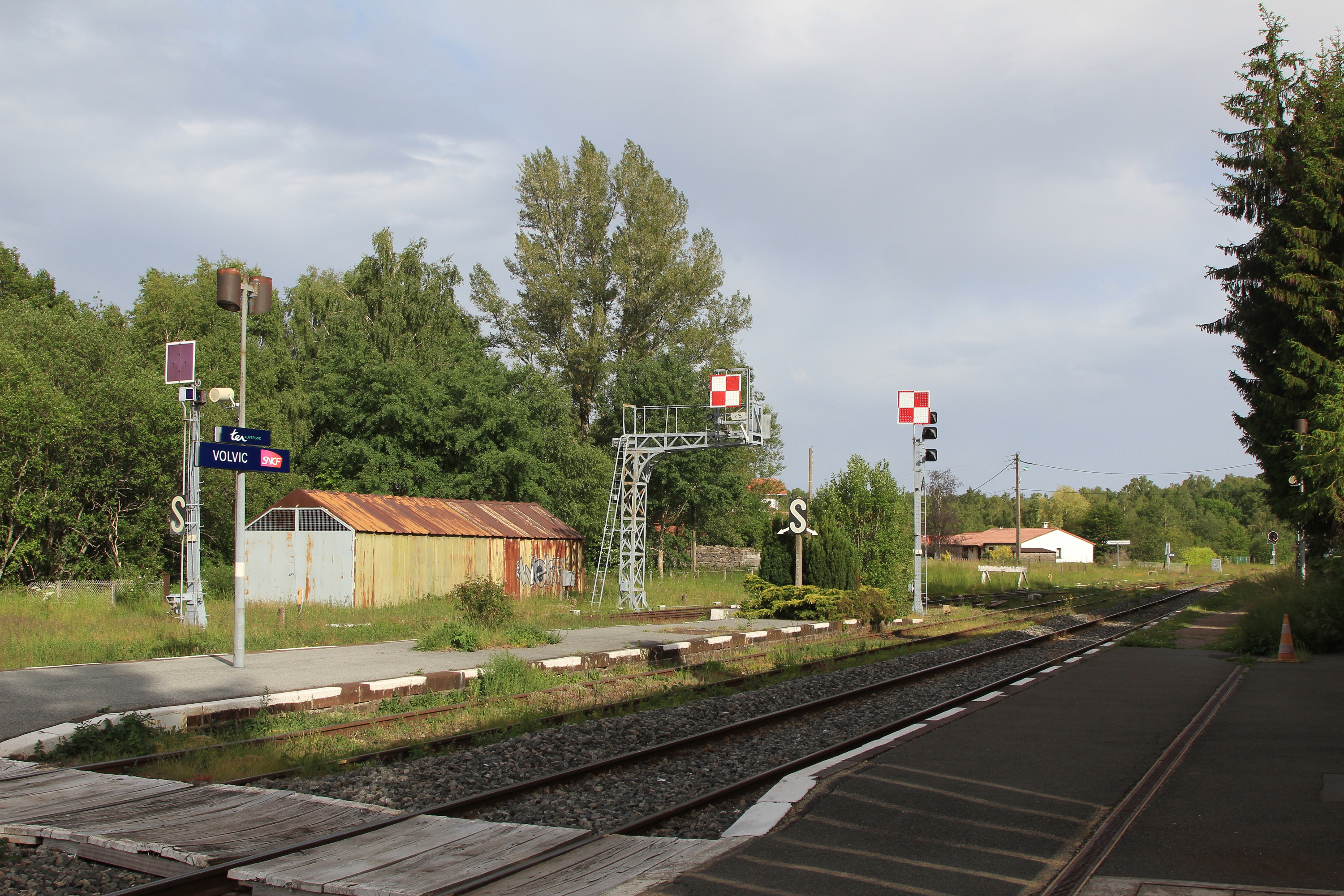
Vue des voies de la gare en direction de Clermont-Ferrand avec 3 signaux mécaniques.

Cette gare est ouverte au service du fret (train massif uniquement).